# 德兰 (佛罗里达州)
德兰（英語：DeLand）位于美国佛罗里达州中部，是沃卢西亚县的县治。
根据2000年美国人口普查，德兰共有20,904人，其中白人占74.96%、非裔美国人占19.18%。